# Vesting Terneuzen

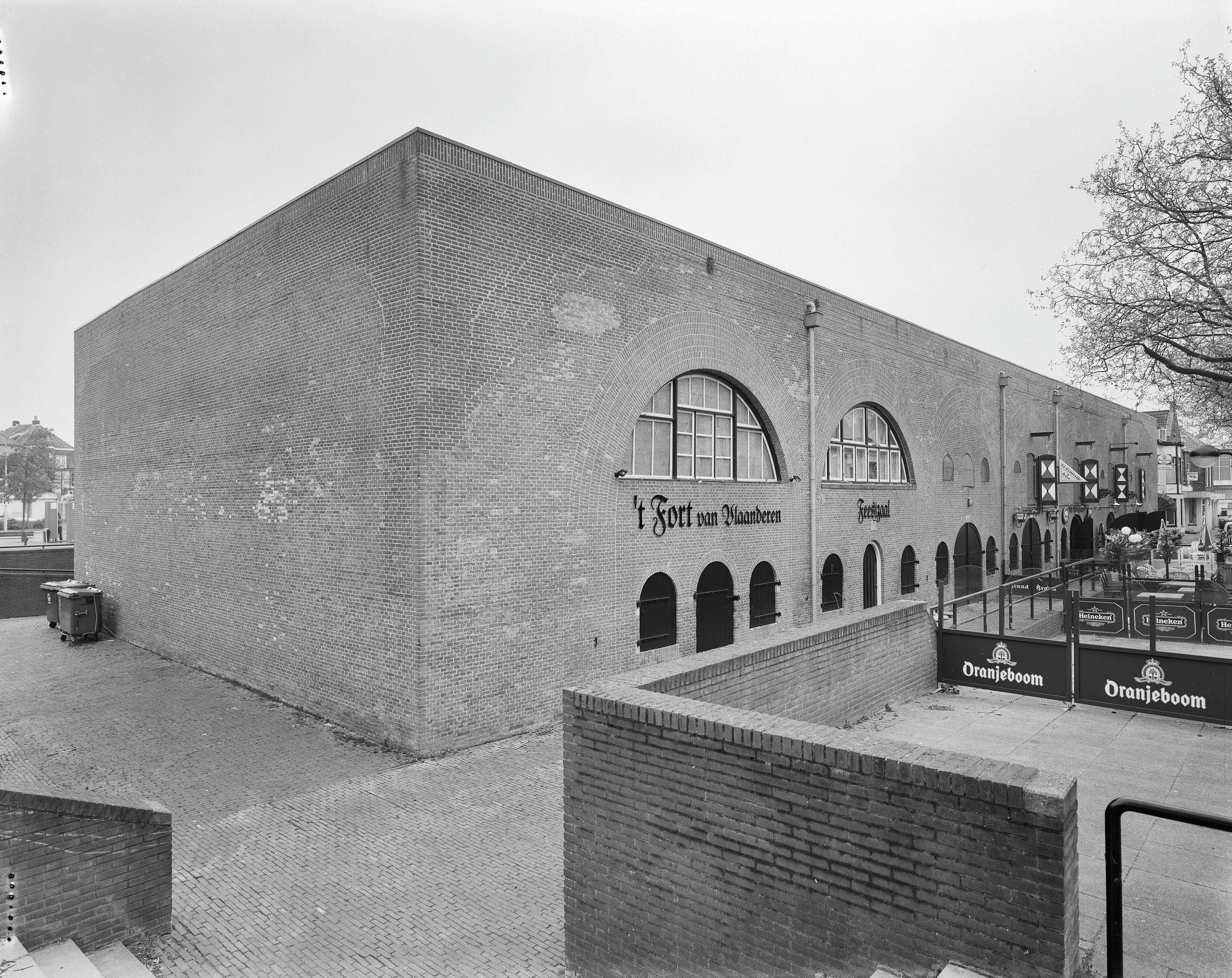
Bomvrij arsenaal gebouwd in 1848 voor de vesting Terneuzen.

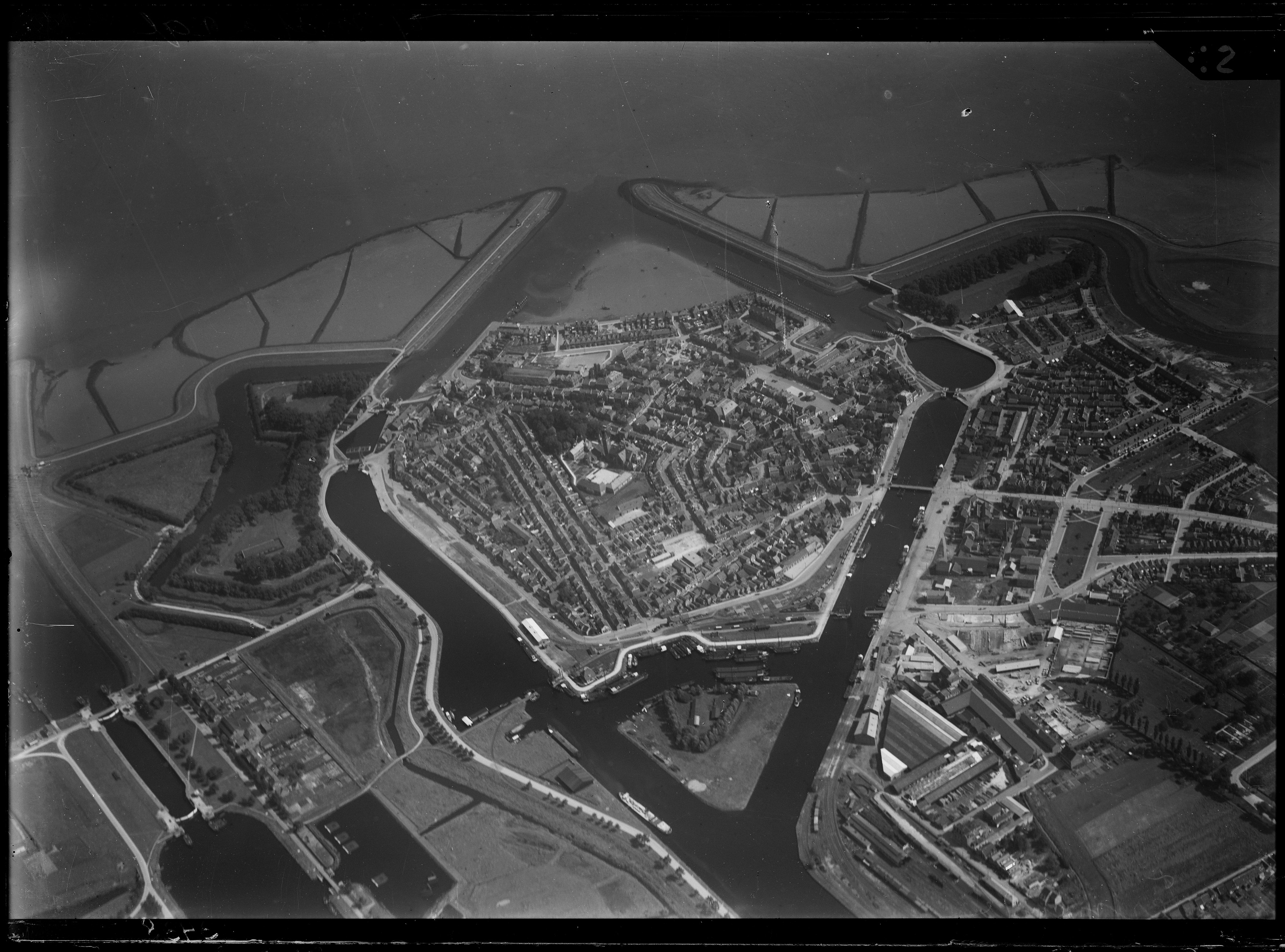
Luchtfoto waarop de vestingwerken aan de west- en zuidzijde, zoals bastions en ravelijnen, nog duidelijk zichtbaar zijn (ca 1920-1940). Rechtsboven, tussen de bomen, nog de oude schietbaan in Bastion III.

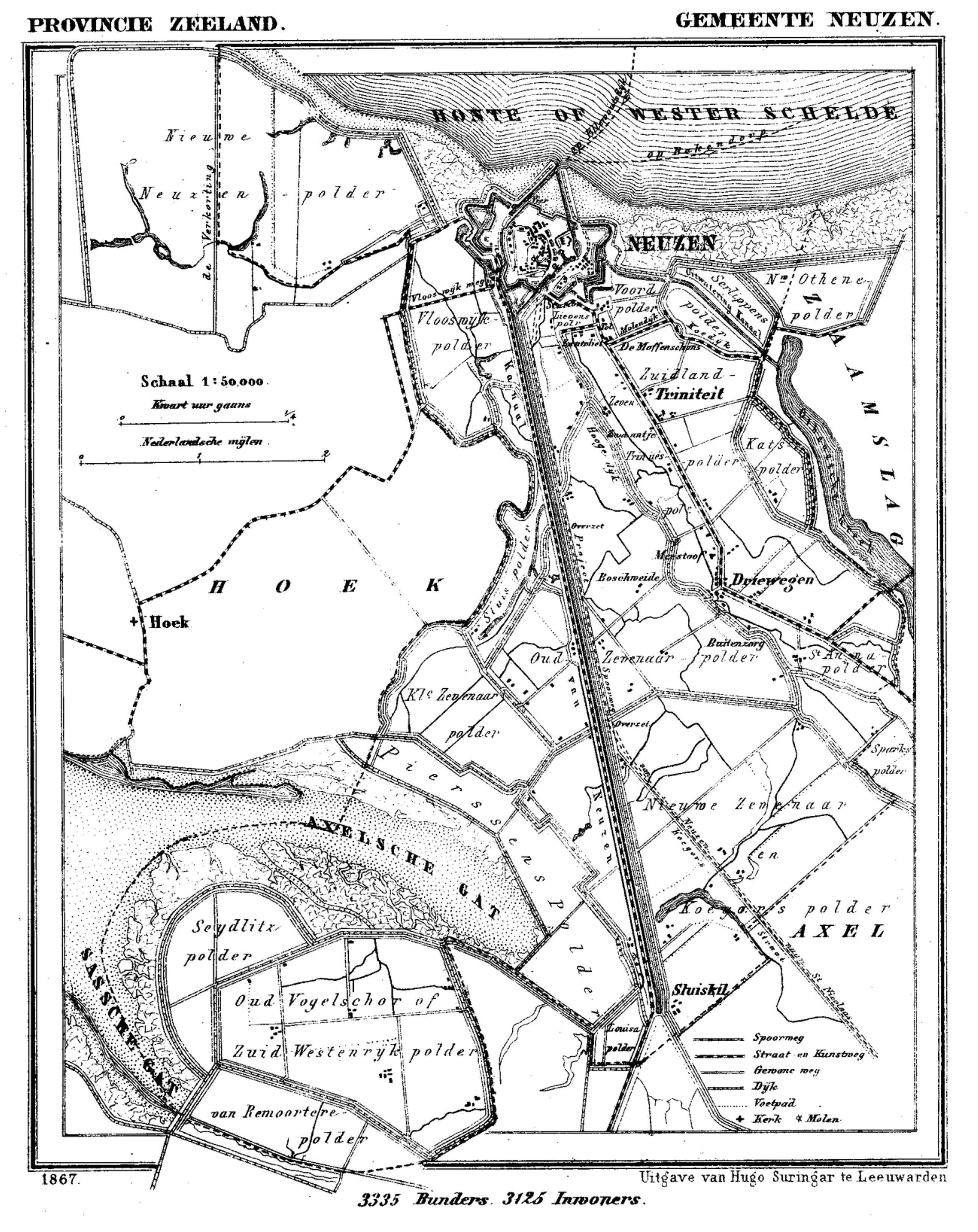
Terneuzen, nog als vestingstad, en het kanaal naar Sluiskil (1867).

De Vesting Terneuzen is een verzameling verdedigingswerken die in de loop der eeuwen de stad Terneuzen moesten beschermen tegen -al dan niet vermeende- vijanden.

## Geschiedenis

### Tachtigjarige Oorlog
Toen Terneuzen op 6 november 1583 door de Geuzen werd binnengevallen was de plaats niet verdedigd door enig vestingwerk, daar het de status van vlek had. Op 23 april 1584 kreeg Terneuzen stadsrechten en er werden, op last van de Staten-Generaal, verdedigingswerken gebouwd. Zo werd Terneuzen een bruggenhoofd voor de Staatsen in, sinds de herovering door Parma, weer Spaansgezind gebied. Bij de strijd stond de doorvaart door de Westerschelde naar Antwerpen centraal.
De vestingwerken deden dienst tot 1648, toen de Vrede van Münster ze overbodig maakte. Ze raakten in verval, en in 1680 werd besloten ze te slechten. In 1682 werd een deel ervan door het water verwoest.

### Napoleon
In 1809 wilde Napoleon de mogelijkheid hebben om de Westerschelde af te sluiten door middel van een batterij te Ellewoutsdijk en een fort in Terneuzen: Terneuse doit être un fort capable de soutenir un siège. Verder dan de gedeeltelijke aanleg van een batterij in de Margarethapolder ten oosten van Terneuzen, kwam het niet.

### Belgische onafhankelijkheid
Toen België zich in 1830 onafhankelijk verklaarde werd door de Nederlandse Regering -vanaf 1831- een geheim plan voorbereid om Terneuzen te voorzien van nieuwe verdedigingswerken. Op 15 november 1833 begonnen de werken, welke op 15 oktober 1839 -afgezien van de gebouwen- waren voltooid. De kosten bedroegen 1.835.248,94 gulden. Er waren vier fronten, elk voorzien van een bastion. Afgezien van het havenfront waren deze alle voorzien van een natte gracht. Het geheel werd doorsneden door het Kanaal Gent-Terneuzen, deze begon bij de zee en liep zowel links als rechts van het oude centrum, in de vorm van een ruit, om na de stad weer bij elkaar te komen. Ook in het tegenover Terneuzen liggende Ellewoutsdijk werd in 1834 begonnen met de werken. De werken in Terneuzen en Fort Ellewoutsdijk stonden sinds 1839 bekend als de Werken langs de Westerschelde.
Er waren negen bastions, deze waren genummerd. Bastion I lag in het noorden bij zee, en vervolgens werden de bastions genummerd met de wijzers van van de klok mee tot negen. De bastions VI en VII lagen in het zuiden. Er waren verder drie ravelijn, die lagen voor de bastions in het oosten, zuiden en westen.
In de vesting kwam een groot gebouw, een gecombineerde arsenaal en kazerne, en de bouwkosten waren 202.000 gulden. In het gebouw zijn zeven gewelfde vertrekken met aan de voorzijde een deur en twee ramen op het straatniveau. Boven zijn nog drie kleinere ramen aangebracht. De traveeën zijn zes meter breed, de tussenmuren 1,4 meter dik en de eindmuren aan de zijkanten zelfs vier meter.
In 1874 werd de Vestingwet aangenomen, waardoor vele vestingen overbodig werden verklaard. De Werken langs de Westerschelde werden echter nog nodig geacht om de neutraliteit van de Westerschelde te verzekeren, want: het is wijders noodzakelijk voorgekomen, om het bezetten van de Schelde-oevers niet op te heffen en tot dat einde de vesting Neuzen en het fort Ellewoutsdijk te behouden, doch daarbij werd het volgende in aanmerking genomen: Neuzen is alleen te beschouwen als een gesloten kustbatterij, die door storm niet kan worden genomen. De vesting moet alleen bestand zijn tegen landingstroepen van een vijand die de Schelde mocht willen opvaren. Om dit doel te verwezenlijken was, evenals in Ellewoutsdijk, een kustbatterij voldoende. 
Omstreeks 1893 werden al de eerste gesprekken gevoerd om de vestingwerken in Terneuzen te slechten. In 1900 was er geen vooruitgang geboekt en de situatie onveranderd, de inwoners van Terneuzen wilden af van de gordel van aardwerken en stinkende grachten. De stad was reeds volgebouwd en de vestingwerken namen veel ruimte in beslag, ook direct buiten de stad omdat de vestingwerken werden omzoomd met gronden die vielen onder de kringenwet. Deze wet legde allerlei bouwrestricties op om een vrij schootsveld te behouden voor de vesting.
Na allerlei verwikkelingen werd in 1908 de vesting Terneuzen opgeheven en zouden de bastions VIII en IX, ten westen van de stad, worden omgevormd tot een kustbatterij.  Om deze te beschermen was voorzien in de inundatie van de nabijgelegen Sluispolder en Vlooswijkpolder. Het grootste deel van de Vesting Terneuzen werd afgestoten. In maart 1909 werd het vergraven van de bastions VI en VII van de voormalige vesting aanbesteed. De kustbatterij werd in 1920 al opgeheven.
De overblijfselen van de vesting en de kustbatterij zijn goeddeels verdwenen toen, van 1963-1968 het Kanaal Gent-Terneuzen ingrijpend werd verbreed en de nieuwe zeesluizen werden gebouwd. In de binnenstad van Terneuzen herinnert het Arsenaal, uit 1848, nog aan deze episode. Dit is sinds 1997 een rijksmonument.

## Kaart
Hieronder op de kaart de ligging van de voormalige vesting op een hedendaagse kaart.